# 山崎正一
山﨑 正一（やまざき まさかず、1912年11月4日 - 1997年8月17日）は、日本の哲学者。東京大学名誉教授。臨済宗の僧侶。谷中・興禅寺の住職。

## 経歴
1912年、東京谷中の禅寺、興禅寺に生まれる。東京帝国大学哲学科を卒業し、同大学院修了。卒業後は、1936年から39年まで母校である東京帝国大学副手として勤務。1945年、東京高等学校専任講師に就く。1947年、教授に昇進。1949年、東京大学教養学部助教授となり、1959年より教授。1973年に定年退官した。その後は、田中千代学園短大教授。また、1974年から法政大学教授となり、1977年より文学部長、1983年に定年退職。大学組織以外では、日本哲学会委員長を務めた。

## 研究内容・業績
- 英国哲学のヒュームからドイツ哲学のカント、さらには道元に及ぶまでその関心の幅は広く、著作は『山崎正一全集』全10巻にまとめられている。
- その業績を記念して山崎賞が設けられた。

## 著作
- 認識批判 理想社, 1946
- ドイツ観念論 三省堂, 1948
- 哲学の近代的構図 角川書店, 1949
- ヒューム研究 市民社会の論理的地平の設定 創元社, 1949
- 近代イギリス哲学の形成 春秋社, 1950
- 哲学 世界書院〈基礎学選書〉, 1950
- 西洋哲学史入門 世界書院, 1950
- 哲学の学び方 世界書院, 1951
- 哲学入門 河出書房, 1956
- 近代思想史論 〈近代化〉の思想構造 東京大学出版会, 1956
- カントの哲学 後進国の優位 東京大学出版会, 1957
- 近代日本思想通史 青木書店, 1957
- 哲学の現段階 弘文堂, 1959
- 生きること・考えること 六興出版社, 1959
- 西洋近世哲学史 第2・3 岩波全書・岩波書店, 1962-63
- 現代の哲学 学生社, 1968
- 近代思想史論 近代化の思想構造 東京大学出版会 1971
- 道元 正法眼蔵随聞記 懐弉編 講談社文庫, 1972、講談社学術文庫, 2003、訳注
- 人間の思想の歩み 講談社現代新書, 1972
- 哲学の原理と展開 東京大学出版会, 1973
- 知性と生命 富山県教育委員会, 1974
- 幻想と悟り 主体性の哲学の破壊と再建 エピステーメー叢書・朝日出版社, 1977
- 山崎正一全集 全10巻 朝日出版社, 1984-85
- 親鸞 大迷大悟の人 高僧伝7 集英社, 1985
- 哲学思想の端緒過程 哲学書房, 1999

## 共著・編著
- ヒュームとルッソー 裏切者と悪魔 串田孫一共著 創元社, 1949
- 近代精神 串田孫一共編 第三書房, 1949
- 西洋哲学史 川田熊太郎,原佑共著 東京大学出版会, 1955
- 哲学研究入門 古在由重,暉峻凌三共著 東京大学出版会, 1958
- あなたの哲学 成川武夫共著 学生社, 1961
- 現代哲学入門 田島節夫共著 有斐閣, 1963
- 哲学研究案内 田島節夫共著 有斐閣, 1964
- 新・哲学入門 市川浩共編 講談社現代新書, 1968
- 現代哲学事典 市川浩共編 講談社現代新書, 1970
- 自然科学の哲学 編 学生社, 1974
- カント-世界の思想家 編 平凡社, 1977